# Irma Lanzas
Irma Lanzas (Cojutepeque, 7 de agosto de 1933-San Salvador, 9 de julio de 2020) fue una escritora y educadora salvadoreña, miembro de la Academia Salvadoreña de la Lengua.

## Biografía
Nació en la ciudad salvadoreña de Cojutepeque, en el departamento de Cuscatlán. 
Fue miembro de la llamada Generación comprometida de los años 1950 en su país. Se licenció como maestra, especializándose en ciencias de la educación en su país. Se graduó de maestra en la Normal España y se especializó en ciencias de la educación en la Normal Superior. En 1956 viajó a Europa. Obtuvo el doctorado en filosofía y letras en la Universidad de Bolonia (Italia) con una tesis sobre la poesía de T. S. Eliot. Posteriormente, se graduó en teología en la Universidad de Saint John de Nueva York. También realizó estudios de posgrado en las Universidades de Madrid y La Sorbona de París.
Fue catedrática de teología en el College de Saint Elizabeth en Nueva Jersey. Anteriormente, fue catedrática de otras disciplinas académicas en la Universidad Nacional de El Salvador. Asimismo, fue decana de la Facultad de Teología de la Universidad Don Bosco, de San Salvador.
Fundó y dirigió la Televisión Educativa estatal en los años sesenta. Años después, estuvo al frente de la Oficina Nacional de RENACER, dedicada a la misión evangelizadora, y escribió opúsculos con reflexiones sobre el Evangelio que han tenido importante difusión dentro de El Salvador, México, Honduras y Estados Unidos. En sus obras y en su vida fue muy importante el peso de sus creencias religiosas.
Se casó con el escritor salvadoreño Waldo Chávez Velasco en Roma. Falleció a los ochenta y seis años el 9 de julio de 2020.

## Obra

### Algunas publicaciones
- 1984. Hacia el Reino por la fe, reflexión.
- 1985. Llamados a la conversión, reflexión.
- 2000. Canción de hierba, poesía.
- 2012. Absoluto asombro. Poesía mística para el siglo XXI [9]
- 2009. "Itinerario íntimo", prólogo para el libro En la línea del horizonte, de Daisy López.[10][11][12] Sevilla, Arcibel, 2009; 2a ed., Barcelona, Editorial Hispano Árabe, 2016.